# Pseudogaltonia
Pseudogaltonia es un género de plantas con flores perteneciente a la subfamilia de las escilóideas dentro de las asparagáceas. Es originario de Sudáfrica.

## Taxonomía
El género fue descrito por (Kuntze) Engl.  y publicado en Die Natürlichen Pflanzenfamilien 2(5): 158. 1888.

## Especies
- Pseudogaltonia clavata  	(Baker ex Mast.) E.Phillips
- Pseudogaltonia pechuelii 	(Kuntze) Engl.
- Pseudogaltonia subspicata Baker